# اشتافنهاگن
شهر اشتافنهاگن (به آلمانی: Stavenhagen) در ایالت رویتراشتات مکلنبورگ-فورپومن در کشور آلمان واقع شده‌است.